# René Kalobius
René Kalobius (* 23. Dezember 1959 in Düren; † 4. Juli 2022 ebenda) war ein deutscher Koch. Er wurde im Dezember 2016 mit einem Stern des Guide Michelin und 16 Punkten im Gault Millau ausgezeichnet. René Kalobius wurde in Düren geboren.
Nach seiner Ausbildung und verschiedenen Stellen in Deutschland zog es Kalobius ins Ausland. Er arbeitete in Hotels und Restaurants in Teneriffa, Indonesien, Namibia und Costa Rica. Zusätzlich erfand er seine eigene Kochshow im Fernsehen. Er arbeitete als Foodfotograf. Des Weiteren war er als gastronomischer Berater und Autor tätig.
Von 2015 bis Anfang 2018 war Kalobius als Küchendirektor im Parkhotel Surenburg in Hörstel-Riesenbeck tätig. Dafür verließ er sein Landgut mit Gastronomie in der Toskana. Nach wie vor produzierte es aber in der Toskana sein hochwertiges Olivenöl, Olio Extra Vergine d´Oliva. Im Juni 2017 ist das Olivenöl von René Kalobius, beim großen Olio Award 2017 vom Feinschmecker-Magazin, als eines der besten Olivenöle der Welt ausgezeichnet worden. Es belegte den Platz Nr. 11 der weltbesten Olivenöle in der Gesamtwertung und in der Wertung der toskanischen Olivenöle Platz 2. 
Seit 2016 war er Mitglied bei der Chaine des Rôtisseur als Maitre Rôtisseur.
Er war in zweiter Ehe seit 2015 mit Gilla Neufend-Kalobius verheiratet, die aus Düren stammt, aber schon 1981 nach Italien auswanderte. Aus erster Ehe hatte er zwei Kinder.